# Championnats du monde de patinage de vitesse sur piste courte 1999
Les Championnats du monde de patinage de vitesse sur piste courte 1999 à Sofia en Bulgarie.

## Résultats

### Hommes
| Épreuve            | Or           | Argent           | Bronze       |
| ------------------ | ------------ | ---------------- | ------------ |
| 1500 mètres        | Fabio Carta  | Satoru Terao     | Jiajun Li    |
| 500 mètres         | Jiajun Li    | Apolo Anton Ohno | Fabio Carta  |
| 1000 mètres        | Satoru Terao | Dong-Sung Kim    | Andrew Quinn |
| 3000 mètres        | Jiajun Li    | Satoru Terao     | Fabio Carta  |
| 5000 mètres relais | Chine        | Corée du Sud     | Canada       |

### Femmes
| Épreuve            | Or            | Argent           | Bronze        |
| ------------------ | ------------- | ---------------- | ------------- |
| 1500 mètres        | Yang Yang (S) | Yang Yang (A)    | Kim Moon-jung |
| 500 mètres         | Yang Yang (A) | Evgenia Radanova | Yang Yang (S) |
| 1000 mètres        | Yang Yang (A) | Yang Yang (S)    | Kim Moon-jung |
| 3000 mètres        | Yang Yang (A) | Kim Moon-jung    | Yang Yang (S) |
| 3000 mètres relais | Chine         | Italie           | Bulgarie      |

## Tableau des médailles
- Nation organisatrice

| Rang | Nation       | Or | Argent | Bronze | Total |
| ---- | ------------ | -- | ------ | ------ | ----- |
| 1    | Chine        | 8  | 2      | 3      | 13    |
| 2    | Japon        | 1  | 2      | 0      | 3     |
| 3    | Italie       | 1  | 1      | 2      | 4     |
| 4    | Corée du Sud | 0  | 3      | 2      | 5     |
| 5    | Bulgarie     | 0  | 1      | 1      | 3     |
| 6    | États-Unis   | 0  | 1      | 0      | 1     |
| 7    | Canada       | 0  | 0      | 2      | 2     |